# Copa México 1963-64
La Copa México 1963-64 fue la 48.ª edición de la Copa México, la 21.ª en la era profesional.
El torneo empezó el 23 de febrero de 1964 y concluyó el 21 de abril de ese mismo año en Ciudad de México; en el cual el equipo del Club América logró el título por tercera vez con una victoria sobre el equipo de Monterrey en tanda de penaltis.
Para esta edición se jugó la eliminación directa entre 30 equipos de la Primera División y la Segunda División.

## Ronda Preliminar
Los juegos de ida se jugaron el 23 de febrero y los de vuelta el 27 de febrero, América y Atlas no jugaron esta ronda.
| Equipo 1  | Resultado global | Equipo 2         | Resultado ida | Resultado vuelta |
| --------- | ---------------- | ---------------- | ------------- | ---------------- |
| Monterrey | 5-1              | Ciudad Madero    | 2-0           | 3-1              |
| Tampico   | 2-5              | Nuevo León       | 0-2           | 2-3              |
| Necaxa    | 4-1              | Cruz Azul        | 1-0           | 3-1              |
| Irapuato  | 10-1             | La Piedad        | 7-1           | 3-0              |
| Poza Rica | 3-0              | Cd. Victoria     | 1-0           | 2-0              |
| Pachuca   | 0-3              | Atlante          | 0-1           | 0-2              |
| Orizaba   | 4-2              | Veracruz         | 4-1           | 0-1              |
| Morelia   | 1-3              | León             | 1-1           | 0-2              |
| Laguna    | 2-0              | Torreón          | 1-0           | 1-0              |
| Tepic     | 3-6              | Guadalajara      | 3-3           | 0-3              |
| Texcoco   | 1-6              | Toluca           | 1-1           | 0-5              |
| Zacatepec | 2-1              | Pumas de la UNAM | 1-0           | 1-1              |
| Nacional  | 5-3              | Zamora           | 3-1           | 2-2              |
| Celaya    | 1-4              | Oro              | 1-1           | 0-3              |

## Ronda eliminatoria
|  | Octavos de final                                                 | Octavos de final                                                 | Octavos de final                                                 | Octavos de final                                                 |       |           | Cuartos de final                                                 | Cuartos de final                                                 | Cuartos de final                                                 | Cuartos de final                                                 |  |             | Semifinales                                               | Semifinales                                               | Semifinales                                               | Semifinales                                               |  |           | Final                                               | Final                                               | Final                                               |  |
|  | 5 al 8 de marzo de 1964 (ida) 12 al 15 de marzo de 1964 (vuelta) | 5 al 8 de marzo de 1964 (ida) 12 al 15 de marzo de 1964 (vuelta) | 5 al 8 de marzo de 1964 (ida) 12 al 15 de marzo de 1964 (vuelta) | 5 al 8 de marzo de 1964 (ida) 12 al 15 de marzo de 1964 (vuelta) |       |           | 21 y 22 de marzo de 1964 (ida) 28 y 29 de marzo de 1964 (vuelta) | 21 y 22 de marzo de 1964 (ida) 28 y 29 de marzo de 1964 (vuelta) | 21 y 22 de marzo de 1964 (ida) 28 y 29 de marzo de 1964 (vuelta) | 21 y 22 de marzo de 1964 (ida) 28 y 29 de marzo de 1964 (vuelta) |  |             | 4 y 5 de abril de 1964 (ida) 12 de abril de 1964 (vuelta) | 4 y 5 de abril de 1964 (ida) 12 de abril de 1964 (vuelta) | 4 y 5 de abril de 1964 (ida) 12 de abril de 1964 (vuelta) | 4 y 5 de abril de 1964 (ida) 12 de abril de 1964 (vuelta) |  |           | 19 de abril de 1964 21 de abril de 1964 (desempate) | 19 de abril de 1964 21 de abril de 1964 (desempate) | 19 de abril de 1964 21 de abril de 1964 (desempate) |  |
|  |                                                                  |                                                                  |                                                                  |                                                                  |       |           |                                                                  |                                                                  |                                                                  |                                                                  |  |             |                                                           |                                                           |                                                           |                                                           |  |           |                                                     |                                                     |                                                     |  |
|  |                                                                  |                                                                  |                                                                  |                                                                  |       |           |                                                                  |                                                                  |                                                                  |                                                                  |  |             |                                                           |                                                           |                                                           |                                                           |  |           |                                                     |                                                     |                                                     |  |
|  | Atlas (p.)                                                       | 0                                                                | 2                                                                | 2 (3)                                                            |       |           |                                                                  |                                                                  |                                                                  |                                                                  |  |             |                                                           |                                                           |                                                           |                                                           |  |           |                                                     |                                                     |                                                     |  |
|  | Atlas (p.)                                                       | 0                                                                | 2                                                                | 2 (3)                                                            |       |           |                                                                  |                                                                  |                                                                  |                                                                  |  |             |                                                           |                                                           |                                                           |                                                           |  |           |                                                     |                                                     |                                                     |  |
|  | Nacional                                                         | 2                                                                | 0                                                                | 2 (1)                                                            |       |           |                                                                  |                                                                  |                                                                  |                                                                  |  |             |                                                           |                                                           |                                                           |                                                           |  |           |                                                     |                                                     |                                                     |  |
|  | Nacional                                                         | 2                                                                | 0                                                                | 2 (1)                                                            |       | Atlas     | 0                                                                | 2                                                                | 2                                                                |                                                                  |  |             |                                                           |                                                           |                                                           |                                                           |  |           |                                                     |                                                     |                                                     |  |
|  |                                                                  |                                                                  |                                                                  |                                                                  |       | Atlas     | 0                                                                | 2                                                                | 2                                                                |                                                                  |  |             |                                                           |                                                           |                                                           |                                                           |  |           |                                                     |                                                     |                                                     |  |
|  |                                                                  |                                                                  | Guadalajara                                                      | 2                                                                | 2     | 4         |                                                                  |                                                                  |                                                                  |                                                                  |  |             |                                                           |                                                           |                                                           |                                                           |  |           |                                                     |                                                     |                                                     |  |
|  | Guadalajara                                                      | 1                                                                | Guadalajara                                                      | 2                                                                | 2     | 4         | 1                                                                | 2                                                                |                                                                  |                                                                  |  |             |                                                           |                                                           |                                                           |                                                           |  |           |                                                     |                                                     |                                                     |  |
|  | Guadalajara                                                      | 1                                                                |                                                                  |                                                                  |       |           |                                                                  |                                                                  |                                                                  |                                                                  |  |             |                                                           |                                                           |                                                           |                                                           |  |           |                                                     |                                                     |                                                     |  |
|  | León                                                             | 0                                                                | 0                                                                | 0                                                                |       |           |                                                                  |                                                                  |                                                                  |                                                                  |  |             |                                                           |                                                           |                                                           |                                                           |  |           |                                                     |                                                     |                                                     |  |
|  | León                                                             | 0                                                                | 0                                                                | 0                                                                |       |           |                                                                  |                                                                  |                                                                  |                                                                  |  | Guadalajara | 1                                                         | 2                                                         | 2                                                         |                                                           |  |           |                                                     |                                                     |                                                     |  |
|  |                                                                  |                                                                  |                                                                  |                                                                  |       |           |                                                                  |                                                                  |                                                                  |                                                                  |  | Guadalajara | 1                                                         | 2                                                         | 2                                                         |                                                           |  |           |                                                     |                                                     |                                                     |  |
|  |                                                                  |                                                                  | Monterrey                                                        | 4                                                                | 0     | 4         |                                                                  |                                                                  |                                                                  |                                                                  |  |             |                                                           |                                                           |                                                           |                                                           |  |           |                                                     |                                                     |                                                     |  |
|  | Poza Rica                                                        | 1                                                                | Monterrey                                                        | 4                                                                | 0     | 4         | 1                                                                | 2                                                                |                                                                  |                                                                  |  |             |                                                           |                                                           |                                                           |                                                           |  |           |                                                     |                                                     |                                                     |  |
|  | Poza Rica                                                        | 1                                                                |                                                                  |                                                                  |       |           |                                                                  |                                                                  |                                                                  |                                                                  |  |             |                                                           |                                                           |                                                           |                                                           |  |           |                                                     |                                                     |                                                     |  |
|  | Laguna                                                           | 1                                                                | 0                                                                | 1                                                                |       |           |                                                                  |                                                                  |                                                                  |                                                                  |  |             |                                                           |                                                           |                                                           |                                                           |  |           |                                                     |                                                     |                                                     |  |
|  | Laguna                                                           | 1                                                                | 0                                                                | 1                                                                |       | Poza Rica | 2                                                                | 4                                                                | 6                                                                |                                                                  |  |             |                                                           |                                                           |                                                           |                                                           |  |           |                                                     |                                                     |                                                     |  |
|  |                                                                  |                                                                  |                                                                  |                                                                  |       | Poza Rica | 2                                                                | 4                                                                | 6                                                                |                                                                  |  |             |                                                           |                                                           |                                                           |                                                           |  |           |                                                     |                                                     |                                                     |  |
|  |                                                                  |                                                                  | Monterrey                                                        | 5                                                                | 2     | 7         |                                                                  |                                                                  |                                                                  |                                                                  |  |             |                                                           |                                                           |                                                           |                                                           |  |           |                                                     |                                                     |                                                     |  |
|  | Nuevo León                                                       | 0                                                                | Monterrey                                                        | 5                                                                | 2     | 7         | 1                                                                | 1                                                                |                                                                  |                                                                  |  |             |                                                           |                                                           |                                                           |                                                           |  |           |                                                     |                                                     |                                                     |  |
|  | Nuevo León                                                       | 0                                                                |                                                                  |                                                                  |       |           |                                                                  |                                                                  |                                                                  |                                                                  |  |             |                                                           |                                                           |                                                           |                                                           |  |           |                                                     |                                                     |                                                     |  |
|  | Monterrey                                                        | 0                                                                | 3                                                                | 3                                                                |       |           |                                                                  |                                                                  |                                                                  |                                                                  |  |             |                                                           |                                                           |                                                           |                                                           |  |           |                                                     |                                                     |                                                     |  |
|  | Monterrey                                                        | 0                                                                | 3                                                                | 3                                                                |       |           |                                                                  |                                                                  |                                                                  |                                                                  |  |             |                                                           |                                                           |                                                           |                                                           |  | Monterrey | 0                                                   | 1 (4)                                               |                                                     |  |
|  |                                                                  |                                                                  |                                                                  |                                                                  |       |           |                                                                  |                                                                  |                                                                  |                                                                  |  |             |                                                           |                                                           |                                                           |                                                           |  | Monterrey | 0                                                   | 1 (4)                                               |                                                     |  |
|  |                                                                  |                                                                  | América (p.)                                                     | 0                                                                | 1 (5) |           |                                                                  |                                                                  |                                                                  |                                                                  |  |             |                                                           |                                                           |                                                           |                                                           |  |           |                                                     |                                                     |                                                     |  |
|  | Toluca                                                           | 2                                                                | América (p.)                                                     | 0                                                                | 1 (5) | 2         | 4                                                                |                                                                  |                                                                  |                                                                  |  |             |                                                           |                                                           |                                                           |                                                           |  |           |                                                     |                                                     |                                                     |  |
|  | Toluca                                                           | 2                                                                |                                                                  |                                                                  |       |           |                                                                  |                                                                  |                                                                  |                                                                  |  |             |                                                           |                                                           |                                                           |                                                           |  |           |                                                     |                                                     |                                                     |  |
|  | Zacatepec                                                        | 2                                                                | 0                                                                | 2                                                                |       |           |                                                                  |                                                                  |                                                                  |                                                                  |  |             |                                                           |                                                           |                                                           |                                                           |  |           |                                                     |                                                     |                                                     |  |
|  | Zacatepec                                                        | 2                                                                | 0                                                                | 2                                                                |       | Toluca    | 2                                                                | 3                                                                | 5                                                                |                                                                  |  |             |                                                           |                                                           |                                                           |                                                           |  |           |                                                     |                                                     |                                                     |  |
|  |                                                                  |                                                                  |                                                                  |                                                                  |       | Toluca    | 2                                                                | 3                                                                | 5                                                                |                                                                  |  |             |                                                           |                                                           |                                                           |                                                           |  |           |                                                     |                                                     |                                                     |  |
|  |                                                                  |                                                                  | Irapuato                                                         | 1                                                                | 0     | 1         |                                                                  |                                                                  |                                                                  |                                                                  |  |             |                                                           |                                                           |                                                           |                                                           |  |           |                                                     |                                                     |                                                     |  |
|  | Oro                                                              | 1                                                                | Irapuato                                                         | 1                                                                | 0     | 1         | 1                                                                | 2                                                                |                                                                  |                                                                  |  |             |                                                           |                                                           |                                                           |                                                           |  |           |                                                     |                                                     |                                                     |  |
|  | Oro                                                              | 1                                                                |                                                                  |                                                                  |       |           |                                                                  |                                                                  |                                                                  |                                                                  |  |             |                                                           |                                                           |                                                           |                                                           |  |           |                                                     |                                                     |                                                     |  |
|  | Irapuato                                                         | 2                                                                | 1                                                                | 3                                                                |       |           |                                                                  |                                                                  |                                                                  |                                                                  |  |             |                                                           |                                                           |                                                           |                                                           |  |           |                                                     |                                                     |                                                     |  |
|  | Irapuato                                                         | 2                                                                | 1                                                                | 3                                                                |       |           |                                                                  |                                                                  |                                                                  |                                                                  |  | Toluca      | 1                                                         | 1                                                         | 2                                                         |                                                           |  |           |                                                     |                                                     |                                                     |  |
|  |                                                                  |                                                                  |                                                                  |                                                                  |       |           |                                                                  |                                                                  |                                                                  |                                                                  |  | Toluca      | 1                                                         | 1                                                         | 2                                                         |                                                           |  |           |                                                     |                                                     |                                                     |  |
|  |                                                                  |                                                                  | América                                                          | 3                                                                | 0     | 3         |                                                                  |                                                                  |                                                                  |                                                                  |  |             |                                                           |                                                           |                                                           |                                                           |  |           |                                                     |                                                     |                                                     |  |
|  | Atlante                                                          | 0                                                                | América                                                          | 3                                                                | 0     | 3         | 2                                                                | 2                                                                |                                                                  |                                                                  |  |             |                                                           |                                                           |                                                           |                                                           |  |           |                                                     |                                                     |                                                     |  |
|  | Atlante                                                          | 0                                                                |                                                                  |                                                                  |       |           |                                                                  |                                                                  |                                                                  |                                                                  |  |             |                                                           |                                                           |                                                           |                                                           |  |           |                                                     |                                                     |                                                     |  |
|  | Necaxa                                                           | 3                                                                | 1                                                                | 4                                                                |       |           |                                                                  |                                                                  |                                                                  |                                                                  |  |             |                                                           |                                                           |                                                           |                                                           |  |           |                                                     |                                                     |                                                     |  |
|  | Necaxa                                                           | 3                                                                | 1                                                                | 4                                                                |       | Necaxa    | 0                                                                | 2                                                                | 2                                                                |                                                                  |  |             |                                                           |                                                           |                                                           |                                                           |  |           |                                                     |                                                     |                                                     |  |
|  |                                                                  |                                                                  |                                                                  |                                                                  |       | Necaxa    | 0                                                                | 2                                                                | 2                                                                |                                                                  |  |             |                                                           |                                                           |                                                           |                                                           |  |           |                                                     |                                                     |                                                     |  |
|  |                                                                  |                                                                  | América                                                          | 0                                                                | 3     | 3         |                                                                  |                                                                  |                                                                  |                                                                  |  |             |                                                           |                                                           |                                                           |                                                           |  |           |                                                     |                                                     |                                                     |  |
|  | Orizaba                                                          | 0                                                                | América                                                          | 0                                                                | 3     | 3         | 1                                                                | 1                                                                |                                                                  |                                                                  |  |             |                                                           |                                                           |                                                           |                                                           |  |           |                                                     |                                                     |                                                     |  |
|  | Orizaba                                                          | 0                                                                |                                                                  |                                                                  |       |           |                                                                  |                                                                  |                                                                  |                                                                  |  |             |                                                           |                                                           |                                                           |                                                           |  |           |                                                     |                                                     |                                                     |  |
|  | América                                                          | 0                                                                | 2                                                                | 2                                                                |       |           |                                                                  |                                                                  |                                                                  |                                                                  |  |             |                                                           |                                                           |                                                           |                                                           |  |           |                                                     |                                                     |                                                     |  |
|  | América                                                          | 0                                                                | 2                                                                | 2                                                                |       |           |                                                                  |                                                                  |                                                                  |                                                                  |  |             |                                                           |                                                           |                                                           |                                                           |  |           |                                                     |                                                     |                                                     |  |
|  |                                                                  |                                                                  |                                                                  |                                                                  |       |           |                                                                  |                                                                  |                                                                  |                                                                  |  |             |                                                           |                                                           |                                                           |                                                           |  |           |                                                     |                                                     |                                                     |  |

### Octavos de final
| 5 de marzo de 1964 | Nacional                 | 2:0 (1:0) | Atlas | Estadio Jalisco, Guadalajara |                         |
|                    | González 28' · Ureña 77' |           |       | Árbitro(s): Luis Orozco      | Árbitro(s): Luis Orozco |

| 12 de marzo de 1964 | Atlas                      | 2:0 (1:0) (3:1 p.)         | Nacional                | Estadio Jalisco, Guadalajara |                            |
|                     | Moreno 32' · A. Torres 71' |                            |                         | Árbitro(s): Javier Galindo   | Árbitro(s): Javier Galindo |
|                     |                            | Tiros desde el punto penal |                         |                              |                            |
|                     | Ney · Ney · Ney            |                            | Canhoteiro · Canhoteiro |                              |                            |

| 5 de marzo de 1964 | América | 0:0 | Orizaba | Estadio Olímpico Universitario, Ciudad de México |  |

| 15 de marzo de 1964 | Orizaba              | 1:2 (0:2) | América               | Estadio Moctezuma, Orizaba  |                             |
|                     | Hernández 80' (pen.) |           | Sordo 19' · Zague 30' | Árbitro(s): Fernando Buergo | Árbitro(s): Fernando Buergo |

| 7 de marzo de 1964 | Monterrey | 0:0 | Nuevo León | Estadio Tecnológico, Monterrey |  |
|                    |           |     |            | Árbitro(s): Felipe Buergo      |  |

| 14 de marzo de 1964 | Nuevo León   | 1:3 (0:0) | Monterrey                  | Estadio Tecnológico, Monterrey |                         |
|                     | Castillo 69' |           | Javán 50' · Cuenca 58, 65' | Árbitro(s): Raúl Osorio        | Árbitro(s): Raúl Osorio |

| 8 de marzo de 1964 | Laguna        | 1:1 (0:0) | Poza Rica    | Estadio San Isidro, Torreón |  |
|                    | Fernández 59' |           | González 77' |                             |  |

| 14 de marzo de 1964 | Poza Rica  | 1:0 (1:0) | Laguna | Parque Jaime J. Merino, Poza Rica de Hidalgo |  |
|                     | Valdés 20' |           |        |                                              |  |

| 8 de marzo de 1964 | Guadalajara | 1:0 (1:0) | León | Estadio Jalisco, Guadalajara |                           |
|                    | Jasso 32'   |           |      | Árbitro(s): Ramiro García    | Árbitro(s): Ramiro García |

| 15 de marzo de 1964 | León | 0:1 (0:1) | Guadalajara | Estadio La Martinica, León de Los Aldama |  |
|                     |      |           | Flores 20'  |                                          |  |

| 8 de marzo de 1964 | Irapuato            | 2:1 (?:?) | Oro       | Estadio Revolución, Irapuato |                          |
|                    | Miloc 32' · Rey 68' |           | Aceves ?' | Árbitro(s): Diego Di Leo     | Árbitro(s): Diego Di Leo |

| 15 de marzo de 1964 | Oro       | 1:1 (1:0) | Irapuato     | Estadio Jalisco, Guadalajara |                             |
|                     | Reyes 30' |           | Belmonte 47' | Árbitro(s): Ricardo Basurto  | Árbitro(s): Ricardo Basurto |

| 8 de marzo de 1964 | Necaxa                      | 3:0 (1:0) | Atlante | Estadio Olímpico Universitario, Ciudad de México |                          |
|                    | Munguía 17, 60' · Ortiz 68' |           |         | Árbitro(s): Héctor Ortíz                         | Árbitro(s): Héctor Ortíz |

| 15 de marzo de 1964 | Atlante | 1:2 (0:1) | Necaxa                | Estadio Olímpico Universitario, Ciudad de México |                           |
|                     | Fal 49' |           | Ortiz 38' · Gorki 80' | Árbitro(s): Felipe Buergo                        | Árbitro(s): Felipe Buergo |

| 8 de marzo de 1964 | Zacatepec     | 2:2 (1:0) | Toluca         | Parque del Ingenio, Zacatepec de Hidalgo |                         |
|                    | Silva 29, 74' |           | Pereda 70, 79' | Árbitro(s): Raúl Osorio                  | Árbitro(s): Raúl Osorio |

| 15 de marzo de 1964 | Toluca                  | 2:0 (0:0) | Zacatepec | Estadio Luis Dosal, Toluca de Lerdo |                          |
|                     | Morales 52' · Dosal 55' |           |           | Árbitro(s): Diego Di Leo            | Árbitro(s): Diego Di Leo |

### Cuartos de final
| 21 de marzo de 1964 | Monterrey                                                    | 5:2 (4:1) | Poza Rica               | Estadio Tecnológico, Monterrey |                          |
|                     | Humaitá 11, 70' · Javán 16' · Chávez 23' (pen.) · Cuenca 35' |           | Frank 5' · González 57' | Árbitro(s): Héctor Ortíz       | Árbitro(s): Héctor Ortíz |

| 28 de marzo de 1964 | Poza Rica                     | 4:2 (2:0) | Monterrey              | Parque Jaime J. Merino, Poza Rica de Hidalgo |  |
|                     | Franco 3, 29, 53' · Frank 71' |           | Javán 65' · Cuenca 88' |                                              |  |

| 22 de marzo de 1964 | Guadalajara              | 2:0 (0:0) | Atlas | Estadio Jalisco, Guadalajara |                           |
|                     | Arellano 59' · Reyes 82' |           |       | Árbitro(s): Felipe Buergo    | Árbitro(s): Felipe Buergo |

| 29 de marzo de 1964 | Atlas                          | 2:2 (0:1) | Guadalajara          | Estadio Jalisco, Guadalajara |                           |
|                     | G. Torres 70' · Buenrostro 74' |           | Jara 42' · Reyes 49' | Árbitro(s): Ramiro García    | Árbitro(s): Ramiro García |

| 22 de marzo de 1964 | Irapuato | 1:2 (0:1) | Toluca                  | Estadio Revolución, Irapuato  |                               |
|                     | Rey 63'  |           | Malazzo 8' · García 81' | Árbitro(s): Rafael Valenzuela | Árbitro(s): Rafael Valenzuela |

| 29 de marzo de 1964 | Toluca                          | 3:0 (1:0) | Irapuato | Estadio Luis Dosal, Toluca de Lerdo |                          |
|                     | Pereda 20, 57' · del Águila 85' |           |          | Árbitro(s): Diego Di Leo            | Árbitro(s): Diego Di Leo |

| 22 de marzo de 1964 | América | 0:0 | Necaxa | Estadio Olímpico Universitario, Ciudad de México |  |
|                     |         |     |        | Árbitro(s): Diego Di Leo                         |  |

| 29 de marzo de 1964 | Necaxa                  | 2:3 (1:1) | América                              | Estadio Olímpico Universitario, Ciudad de México |                               |
|                     | Ortiz 18' · Munguía 65' |           | Martell 15' (pen.) · Fragoso 60, 75' | Árbitro(s): Rafael Valenzuela                    | Árbitro(s): Rafael Valenzuela |

### Semifinales
| 4 de abril de 1964 | Monterrey                               | 4:1 (2:1) | Guadalajara | Estadio Tecnológico, Monterrey |                             |
|                    | Chávez 4', 40' · Cuenca 55' · Javán 82' |           | Jara 20'    | Árbitro(s): Fernando Buergo    | Árbitro(s): Fernando Buergo |

| 12 de abril de 1964 | Guadalajara   | 2:0 (1:0) | Monterrey | Estadio Jalisco, Guadalajara  |                               |
|                     | Jara 28', 58' |           |           | Árbitro(s): Rafael Valenzuela | Árbitro(s): Rafael Valenzuela |

| 5 de abril de 1964 | América                         | 3:1 (2:0) | Toluca         | Estadio Olímpico Universitario, Ciudad de México |                          |
|                    | Moacyr 18', 64' · Ibarreche 21' |           | del Águila 87' | Árbitro(s): Héctor Ortíz                         | Árbitro(s): Héctor Ortíz |

| 12 de abril de 1964 | Toluca       | 1:0 (1:0) | América | Estadio Luis Dosal, Toluca de Lerdo |                             |
|                     | Carrasco 45' |           |         | Árbitro(s): Fernando Buergo         | Árbitro(s): Fernando Buergo |

### Final
| 19 de abril de 1964 | Monterrey | 0:0 | América | Estadio Olímpico Universitario, Ciudad de México          |  |
|                     |           |     |         | Asistencia: 60 000 espectadores Árbitro(s): Ramiro García |  |

|       | POR   | Pablo Guerrero    |  |
|       | DEF   | Humberto Terrón   |  |
|       | DEF   | Jorge Molina      |  |
|       | DEF   | Ignacio Jáuregui  |  |
|       | MED   | Claudio Lostaunau |  |
|       | MED   | Ángel Lama        |  |
|       | DEL   | Fello Hernández   |  |
|       | DEL   | Humaitá           |  |
|       | DEL   | Gustavo Cuenca    |  |
|       | DEL   | Javán Marinho     |  |
|       | DEL   | Raúl Chávez       |  |
| D. T. | D. T. | Roberto Scarone   |  |

|       | POR   | Jorge Iniestra      |    |
|       | DEF   | Juan Manuel Lemus   |    |
|       | DEF   | Juan Martínez Bosco |    |
|       | DEF   | Alfonso Portugal    |    |
|       | DEF   | Fernando Cuenca     |    |
|       | MED   | Víctor Mendoza      |    |
|       | MED   | Ángel Schandlein    |    |
|       | DEL   | Federico Ortiz      |    |
|       | DEL   | Zague               |    |
|       | DEL   | Javier Fragoso      |    |
|       | DEL   | Ronald Martell      | ?' |
| D. T. | D. T. | Alejandro Scopelli  |    |

| Principal | Ramiro García |

|       | POR   | Pablo Guerrero    |  |
|       | DEF   | Humberto Terrón   |  |
|       | DEF   | Jorge Molina      |  |
|       | DEF   | Ignacio Jáuregui  |  |
|       | MED   | Claudio Lostaunau |  |
|       | MED   | Ángel Lama        |  |
|       | DEL   | Fello Hernández   |  |
|       | DEL   | Humaitá           |  |
|       | DEL   | Gustavo Cuenca    |  |
|       | DEL   | Javán Marinho     |  |
|       | DEL   | Raúl Chávez       |  |
| D. T. | D. T. | Roberto Scarone   |  |

|       | POR   | Jorge Iniestra      |    |
|       | DEF   | Juan Manuel Lemus   |    |
|       | DEF   | Juan Martínez Bosco |    |
|       | DEF   | Alfonso Portugal    |    |
|       | DEF   | Fernando Cuenca     |    |
|       | MED   | Víctor Mendoza      |    |
|       | MED   | Ángel Schandlein    |    |
|       | DEL   | Federico Ortiz      |    |
|       | DEL   | Zague               |    |
|       | DEL   | Javier Fragoso      |    |
|       | DEL   | Ronald Martell      | ?' |
| D. T. | D. T. | Alejandro Scopelli  |    |

| Principal | Ramiro García |

|       | POR   | Pablo Guerrero    |  |
|       | DEF   | Humberto Terrón   |  |
|       | DEF   | Jorge Molina      |  |
|       | DEF   | Ignacio Jáuregui  |  |
|       | MED   | Claudio Lostaunau |  |
|       | MED   | Ángel Lama        |  |
|       | DEL   | Fello Hernández   |  |
|       | DEL   | Humaitá           |  |
|       | DEL   | Gustavo Cuenca    |  |
|       | DEL   | Javán Marinho     |  |
|       | DEL   | Raúl Chávez       |  |
| D. T. | D. T. | Roberto Scarone   |  |

|       | POR   | Jorge Iniestra      |    |
|       | DEF   | Juan Manuel Lemus   |    |
|       | DEF   | Juan Martínez Bosco |    |
|       | DEF   | Alfonso Portugal    |    |
|       | DEF   | Fernando Cuenca     |    |
|       | MED   | Víctor Mendoza      |    |
|       | MED   | Ángel Schandlein    |    |
|       | DEL   | Federico Ortiz      |    |
|       | DEL   | Zague               |    |
|       | DEL   | Javier Fragoso      |    |
|       | DEL   | Ronald Martell      | ?' |
| D. T. | D. T. | Alejandro Scopelli  |    |

| Principal | Ramiro García |

|       | POR   | Pablo Guerrero    |  |
|       | DEF   | Humberto Terrón   |  |
|       | DEF   | Jorge Molina      |  |
|       | DEF   | Ignacio Jáuregui  |  |
|       | MED   | Claudio Lostaunau |  |
|       | MED   | Ángel Lama        |  |
|       | DEL   | Fello Hernández   |  |
|       | DEL   | Humaitá           |  |
|       | DEL   | Gustavo Cuenca    |  |
|       | DEL   | Javán Marinho     |  |
|       | DEL   | Raúl Chávez       |  |
| D. T. | D. T. | Roberto Scarone   |  |

|       | POR   | Jorge Iniestra      |    |
|       | DEF   | Juan Manuel Lemus   |    |
|       | DEF   | Juan Martínez Bosco |    |
|       | DEF   | Alfonso Portugal    |    |
|       | DEF   | Fernando Cuenca     |    |
|       | MED   | Víctor Mendoza      |    |
|       | MED   | Ángel Schandlein    |    |
|       | DEL   | Federico Ortiz      |    |
|       | DEL   | Zague               |    |
|       | DEL   | Javier Fragoso      |    |
|       | DEL   | Ronald Martell      | ?' |
| D. T. | D. T. | Alejandro Scopelli  |    |

| Principal | Ramiro García |

Se jugó un segundo partido al concluir el primero empatado.
| 21 de abril de 1964 | América                                                         | 1:1 (0:1; 1:1) (5:4 p.)    | Monterrey                                           | Estadio Olímpico Universitario, Ciudad de México              |                                                               |
|                     | González 63'                                                    | Reporte                    | Vargas 16'                                          | Asistencia: 60 000 espectadores Árbitro(s): Rafael Valenzuela | Asistencia: 60 000 espectadores Árbitro(s): Rafael Valenzuela |
|                     |                                                                 | Tiros desde el punto penal |                                                     |                                                               |                                                               |
|                     | Portugal · Portugal · Portugal · Portugal · Portugal · Portugal |                            | Chávez · Chávez · Chávez · Chávez · Chávez · Chávez |                                                               |                                                               |

|       | POR   | Jorge Iniestra      |  |
|       | DEF   | Severo de Sales     |  |
|       | DEF   | Juan Martínez Bosco |  |
|       | DEF   | Alfonso Portugal    |  |
|       | DEF   | Fernando Cuenca     |  |
|       | MED   | Ángel Schandlein    |  |
|       | MED   | José González       |  |
|       | DEL   | Zague               |  |
|       | DEL   | Federico Ortiz      |  |
|       | DEL   | Javier Fragoso      |  |
|       | DEL   | Luis Juracy         |  |
| D. T. | D. T. | Alejandro Scopelli  |  |

|       | POR   | Pablo Guerrero    |  |
|       | DEF   | Humberto Terrón   |  |
|       | DEF   | Jorge Molina      |  |
|       | DEF   | Alfredo Gutiérrez |  |
|       | DEF   | Ignacio Jáuregui  |  |
|       | MED   | Claudio Lostaunau |  |
|       | MED   | Ángel Lama        |  |
|       | DEL   | Salvador Vargas   |  |
|       | DEL   | Javán Marinho     |  |
|       | DEL   | Dante Juárez      |  |
|       | DEL   | Raúl Chávez       |  |
| D. T. | D. T. | Roberto Scarone   |  |

| 75' | José González | 1:1 |

| 16' | Salvador Vargas | 1:0 |

| Acierto de penal · Fallo de penal · Acierto de penal · Acierto de penal · Acierto de penal · Acierto de penal | Alfonso Portugal | 1:1 2:2 3:3 4:3 5:4 |

| Acierto de penal · Fallo de penal · Acierto de penal · Acierto de penal · Fallo de penal · Acierto de penal | Raúl Chávez | 1:0 1:1 2:1 3:2 3:3 4:4 |

| Principal | Rafael Valenzuela |

|       | POR   | Jorge Iniestra      |  |
|       | DEF   | Severo de Sales     |  |
|       | DEF   | Juan Martínez Bosco |  |
|       | DEF   | Alfonso Portugal    |  |
|       | DEF   | Fernando Cuenca     |  |
|       | MED   | Ángel Schandlein    |  |
|       | MED   | José González       |  |
|       | DEL   | Zague               |  |
|       | DEL   | Federico Ortiz      |  |
|       | DEL   | Javier Fragoso      |  |
|       | DEL   | Luis Juracy         |  |
| D. T. | D. T. | Alejandro Scopelli  |  |

|       | POR   | Pablo Guerrero    |  |
|       | DEF   | Humberto Terrón   |  |
|       | DEF   | Jorge Molina      |  |
|       | DEF   | Alfredo Gutiérrez |  |
|       | DEF   | Ignacio Jáuregui  |  |
|       | MED   | Claudio Lostaunau |  |
|       | MED   | Ángel Lama        |  |
|       | DEL   | Salvador Vargas   |  |
|       | DEL   | Javán Marinho     |  |
|       | DEL   | Dante Juárez      |  |
|       | DEL   | Raúl Chávez       |  |
| D. T. | D. T. | Roberto Scarone   |  |

| 75' | José González | 1:1 |

| 16' | Salvador Vargas | 1:0 |

| Acierto de penal · Fallo de penal · Acierto de penal · Acierto de penal · Acierto de penal · Acierto de penal | Alfonso Portugal | 1:1 2:2 3:3 4:3 5:4 |

| Acierto de penal · Fallo de penal · Acierto de penal · Acierto de penal · Fallo de penal · Acierto de penal | Raúl Chávez | 1:0 1:1 2:1 3:2 3:3 4:4 |

| Principal | Rafael Valenzuela |

|       | POR   | Jorge Iniestra      |  |
|       | DEF   | Severo de Sales     |  |
|       | DEF   | Juan Martínez Bosco |  |
|       | DEF   | Alfonso Portugal    |  |
|       | DEF   | Fernando Cuenca     |  |
|       | MED   | Ángel Schandlein    |  |
|       | MED   | José González       |  |
|       | DEL   | Zague               |  |
|       | DEL   | Federico Ortiz      |  |
|       | DEL   | Javier Fragoso      |  |
|       | DEL   | Luis Juracy         |  |
| D. T. | D. T. | Alejandro Scopelli  |  |

|       | POR   | Pablo Guerrero    |  |
|       | DEF   | Humberto Terrón   |  |
|       | DEF   | Jorge Molina      |  |
|       | DEF   | Alfredo Gutiérrez |  |
|       | DEF   | Ignacio Jáuregui  |  |
|       | MED   | Claudio Lostaunau |  |
|       | MED   | Ángel Lama        |  |
|       | DEL   | Salvador Vargas   |  |
|       | DEL   | Javán Marinho     |  |
|       | DEL   | Dante Juárez      |  |
|       | DEL   | Raúl Chávez       |  |
| D. T. | D. T. | Roberto Scarone   |  |

| 75' | José González | 1:1 |

| 16' | Salvador Vargas | 1:0 |

| Acierto de penal · Fallo de penal · Acierto de penal · Acierto de penal · Acierto de penal · Acierto de penal | Alfonso Portugal | 1:1 2:2 3:3 4:3 5:4 |

| Acierto de penal · Fallo de penal · Acierto de penal · Acierto de penal · Fallo de penal · Acierto de penal | Raúl Chávez | 1:0 1:1 2:1 3:2 3:3 4:4 |

| Principal | Rafael Valenzuela |

|       | POR   | Jorge Iniestra      |  |
|       | DEF   | Severo de Sales     |  |
|       | DEF   | Juan Martínez Bosco |  |
|       | DEF   | Alfonso Portugal    |  |
|       | DEF   | Fernando Cuenca     |  |
|       | MED   | Ángel Schandlein    |  |
|       | MED   | José González       |  |
|       | DEL   | Zague               |  |
|       | DEL   | Federico Ortiz      |  |
|       | DEL   | Javier Fragoso      |  |
|       | DEL   | Luis Juracy         |  |
| D. T. | D. T. | Alejandro Scopelli  |  |

|       | POR   | Pablo Guerrero    |  |
|       | DEF   | Humberto Terrón   |  |
|       | DEF   | Jorge Molina      |  |
|       | DEF   | Alfredo Gutiérrez |  |
|       | DEF   | Ignacio Jáuregui  |  |
|       | MED   | Claudio Lostaunau |  |
|       | MED   | Ángel Lama        |  |
|       | DEL   | Salvador Vargas   |  |
|       | DEL   | Javán Marinho     |  |
|       | DEL   | Dante Juárez      |  |
|       | DEL   | Raúl Chávez       |  |
| D. T. | D. T. | Roberto Scarone   |  |

| 75' | José González | 1:1 |

| 16' | Salvador Vargas | 1:0 |

| Acierto de penal · Fallo de penal · Acierto de penal · Acierto de penal · Acierto de penal · Acierto de penal | Alfonso Portugal | 1:1 2:2 3:3 4:3 5:4 |

| Acierto de penal · Fallo de penal · Acierto de penal · Acierto de penal · Fallo de penal · Acierto de penal | Raúl Chávez | 1:0 1:1 2:1 3:2 3:3 4:4 |

| Principal | Rafael Valenzuela |

|                           |
| Club América 3.er título. |

## Goleadores
| Jugador         | Club        | Goles |
| --------------- | ----------- | ----- |
| Antonio Munguía | Necaxa      | 7     |
| Jaime Belmonte  | Irapuato    | 7     |
| Javán Marinho   | Monterrey   | 7     |
| Vicente Pereda  | Toluca      | 6     |
| Gustavo Cuenca  | Monterrey   | 5     |
| Raúl Chávez     | Monterrey   | 4     |
| Javier Valdivia | Guadalajara | 4     |
| Francisco Jara  | Guadalajara | 4     |
| Mauro Franco    | Poza Rica   | 4     |